# Ealing Common (metrostation)
Ealing Common is een station van de metro van Londen aan de District Line en Piccadilly Line. Het station is geopend in 1879.

## Geschiedenis
Ealing Common station werd op 1 juli 1879 geopend door de Metropolitan District Railway, kortweg District Railway (DR), de latere District Line, als onderdeel van de zijtak van de District Railway van Turnham Green naar Ealing Broadway. Van 1886 tot 1 maart 1910 stond het station bekend als Ealing Common en West Acton, waarna het zijn huidige naam kreeg. 
Op 23 juni 1903 kreeg de DR een noordtak vanuit Ealing Common naar Park Royal & Twyford Abbey, waar kort daarvoor het terrein voor tuinbouwtentoonstellingen was geopend door de Royal Agricultural Society. Op 28 juni 1903 volgde de verlenging van deze tak tot South Harrow, station Park Royal & Twyford Abbey werd in 1931 gesloten. De noordtak was het eerste deel van de District Railway dat geëlektrificeerd was. De toen bestaande diepgelegen lijnen, City and South London Railway, Waterloo and City Railway en Central London Railway, waren van meet af aan geëlektrificeerd. Op 1 juli 1905 begonnen elektrische metro's te rijden op het baanvak tussen Ealing Common en Ealing Broadway waarmee Ealing Common over was van stoom op elektrisch. In 1910 werd de noordtak bij Rayners Lane aangesloten op de Metropolitan Railway en werd Uxbridge het nieuwe eindpunt van de DR. 
In 1925, twee jaar na de grote reorganisatie van de Britse spoorwegen, gaf de LNER haar verzet tegen de verlenging van de Piccadilly Line aan de oostkant op waarmee de weg vrij kwam voor verlengingen van de lijn aan beide uiteinden. De westelijke verlenging bestond uit eigen sporen tussen Hammersmith en Acton Town en de overname van de noordtak van de District Line. 
Op 4 juli 1932 begonnen de diensten van de Piccadilly-lijn ten westen van het oorspronkelijke eindpunt in Hammersmith. Van Ealing Common naar South Harrow werd de District Line vervangen door de Piccadilly Line en sindsdien rijden de District Line metro's naar het westen alleen nog naar Ealing Broadway.

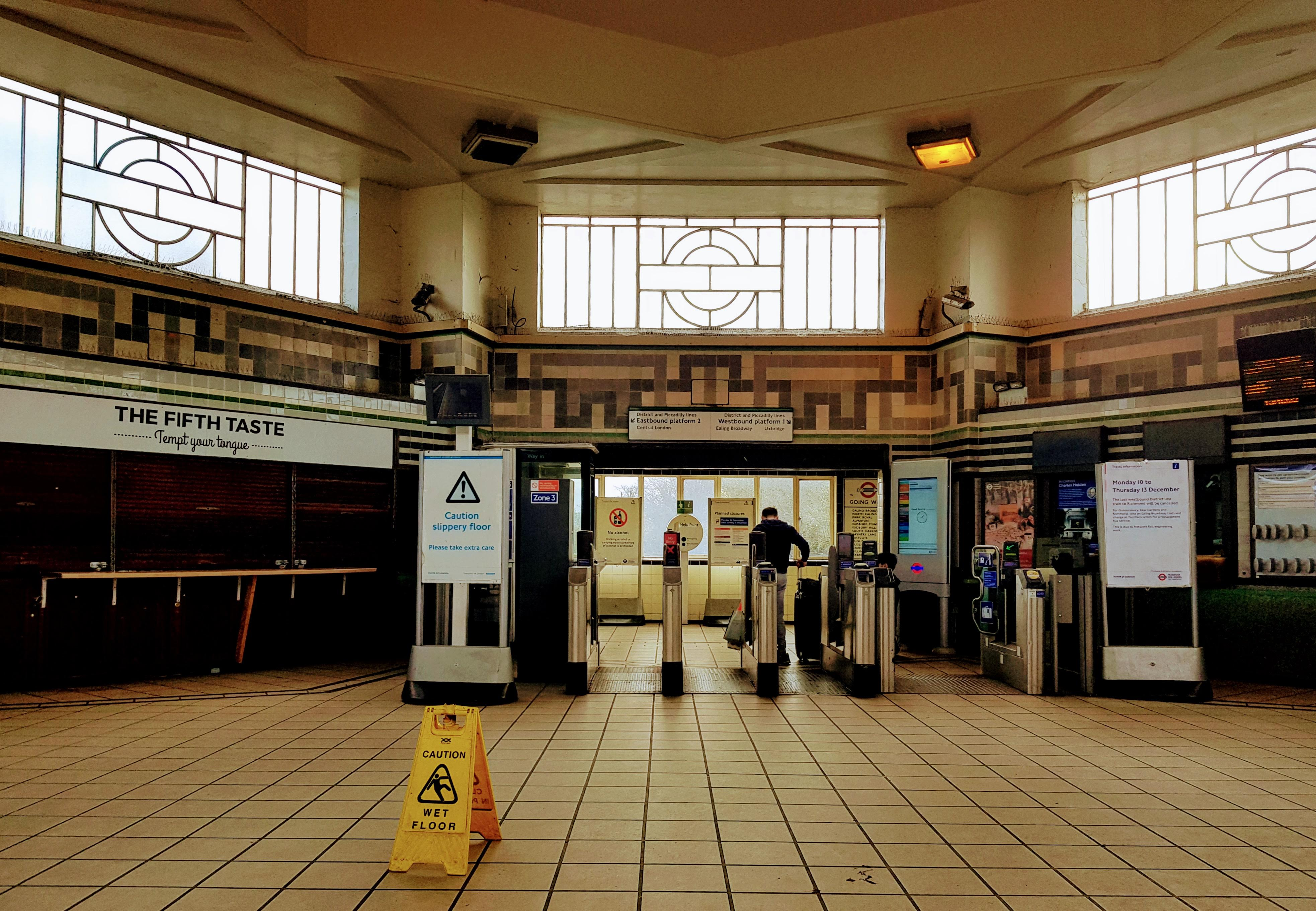
Interieur van de stationshal.
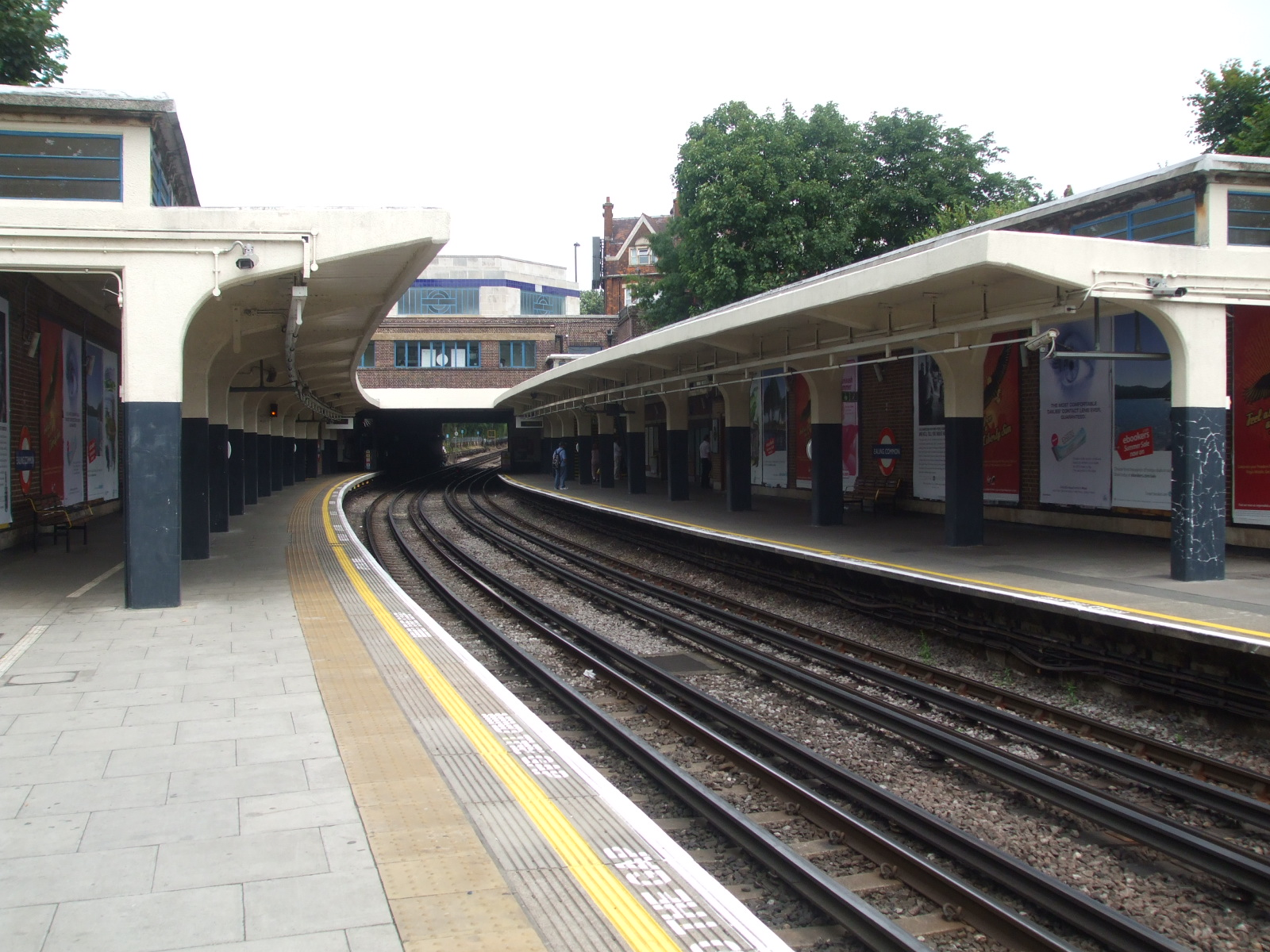
perrons en sporen gezien uit het zuiden.
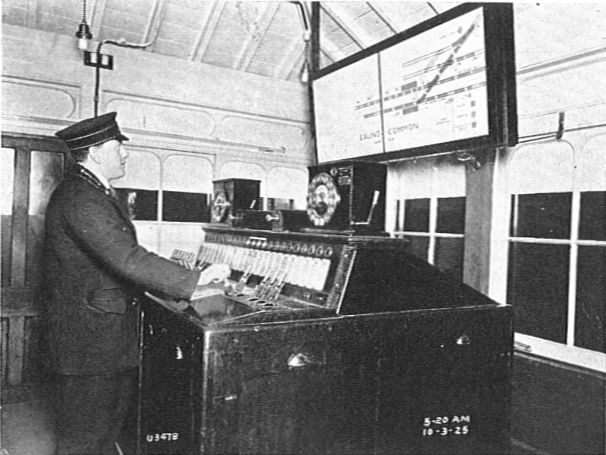
De seintafel in 1928 met rechts de wissels richting depot.

## Ligging en inrichting
Het station is ligt in Ealing waar de Uxbridge Road (A4020) de metro kruist, ongeveer 450 meter ten oosten van de kruising met Gunnersbury Avenue en Hanger Lane (A406 , North Circular Road) en de Ealing Common, het park waar het station zijn naam aan ontleent. Het stationsgebouw dateert uit de jaren dertig van de twintigste eeuw toen in verband met de overgang van de noordtak van de DR naar de Piccadilly Line meerdere stations langs de noordtak, waaronder Ealing Common, een nieuw stationsgebouw kregen. Het gebouw uit 1879 werd vervangen door een zevenhoekig stationsgebouw naar een ontwerp van Charles Holden en Stanley Heaps in dezelfde stijl die Holden had gebruikt voor de stations aan de verlenging van de City and South London Railway uit 1926. Het nieuwe stationsgebouw werd in 1930 en 1931 opgetrokken uit portlandsteen en op 1 maart 1931 geopend voor reizigersverkeer, korte tijd later, op 5 juli 1931, werd een vergelijkbaar stationsgebouw geopend bij Hounslow West. Langs de straat ligt de ingang onder een luifel in een van de zeven wanden rond de stationshal. In het heptagon is een deel van de dag een winkel/kiosk beschikbaar, daarnaast zijn er een bemenste kaartverkoop en kaartautomaten. Achter de toegangspoortjes kiezen de reizigers voor het gewenste perron dat met vaste trappen bereikbaar is. De perrons zijn sinds 1931 overkapt met betonnen afdaken en aan de buitenkant voorzien van bakstenen wanden ter vervanging van de houten Victoriaanse perronkappen. 
Het station wordt zowel door de District Line als de Piccadilly Line bedient over dezelfde sporen. De enige andere plaats op het netwerk waar groot- en kleinprofiel metrostellen hetezelfde spoor gebruiken is tussen Uxbridge en Rayners Lane waar de sporen gedeeld worden door de Piccadilly Line en de Metropolitan Line. Veel metrostellen die depot Ealing Common verlaten, rijden hier langs. Dit gebeurt meestal in de vroege ochtend richting Ealing Broadway Station. Hoewel het mogelijk om metrostellen vanaf het westelijke spoor direct naar het depot te rijden gebeurt dit zelden, met name een paar lege treinen nadat het station 's nachts is gesloten. Tijdens verstoringen is het echter mogelijk dat metro's die op het westelijke spoor binnenrijden als leeg materieel in het depot te laten keren en daarna vanaf het oostelijke spoor terug te keren naar de stad. Aan de oostkant van het oostelijke perron liggen twee kopsporen die niet met de hoofdlijn verbonden zijn maar worden gebruikt om metrostellen binnen het depot te keren.

## Reizigersdienst

### District Line
Tijdens de spitsuren:
- 8 metro's per uur naar Upminster (oostwaarts)
- 8 metro's per uur naar Ealing Broadway (westwaarts)

Tijdens de daluren:
- 6 metro's per uur naar Upminster (oostwaarts)
- 6 metro's per uur naar Ealing Broadway (westwaarts)

### Piccadilly Line
Tijdens de spitsuren:
- 12 metro's per uur naar Cockfosters (oostwaarts)
- 6 metro's per uur naar Rayners Lane (westwaarts)
- 6 metro's per uur naar Uxbridge via Rayners Lane (westwaarts)

Tijdens de daluren:
- 6 metro's per uur naar Cockfosters (oostwaarts)
- 3 metro's per uur naar Rayners Lane (westwaarts)
- 3 metro's per uur naar Uxbridge via Rayners Lane (westwaarts)

## Fotoarchief
- London Transport Museum Photographic Archive
  - Ealing Common station, 1893
  - Station vanaf perrons gezien, 1928
  - tijdelijke ingang terwijl het station in aanbouw is, 1930
  - Nieuw station in aanbouw, 1931
  - Nieuw station geopend, 1931
  - Baksteen en beton als bouwmateriaal voor wachtruimte, 1932
  - Stationshal, 1957
  - Ealing Common station, 2001
  - Station vanaf perrons gezien, 2001